# Undercover Blues – Ein absolut cooles Trio
Undercover Blues – Ein absolut cooles Trio (Originaltitel: Undercover Blues) ist eine US-amerikanische Filmkomödie aus dem Jahr 1993. Der Regisseur war Herbert Ross, das Drehbuch schrieb Ian Abrams. Die Hauptrollen spielten Kathleen Turner und Dennis Quaid.

## Handlung
Die verheirateten Geheimagenten Jane Blue und Jefferson Blue fahren mit dem Baby zum Urlaub nach New Orleans. Dort werden sie von dem erfolglosen Killer Muerte belästigt, den Jefferson spöttisch mit Morty anspricht.
Bald wird der Polizist Halsey auf die beiden aufmerksam, erst nach einiger Zeit kommt er dahinter, dass es sich um Geheimagenten handelt. Ein Informant wird vom Paar unter Druck gesetzt, indem ihm mit Folter gedroht wird; die Schreie des Babys aus dem Nebenzimmer werden dem Mann als das Ergebnis einer früheren Folterung dargestellt.
In einem Showdown kämpfen Jane und Jefferson gegen die tschechische Waffenhändlerin Paulina Novacek, die mit einem Hubschrauber entkommen kann. Dort wird sie von den tschechischen Sicherheitsleuten verhaftet. Janes und Jeffersons Aufgabe war es, Novacek an Bord eines tschechischen Hubschraubers zu locken, wo diese, staatsrechtlich auf tschechischem Gebiet, verhaftet werden könnte.
In der letzten Szene brechen Jane und Jefferson zu einer Yachttour auf; Halsey stellt erschrocken fest, dass die Eheleute Richtung Kuba fahren wollen.

## Kritiken
James Berardinelli meinte auf ReelViews, der Film sei „albern“ genug, um etwas Anerkennung zu verdienen. Er ergebe häufig keinen Sinn, was aber zum Teil auch seinen begrenzten Reiz ausmache. Berardinelli lobte das Zusammenspiel von Kathleen Turner und Dennis Quaid wie auch Stanley Tucci, der die bisweilen „schwerfällige“ und „sinnlose“ Handlung mit lustigen Momenten versorge.
Das Lexikon des internationalen Films bezeichnete den Film als eine „laute Actionkomödie, die Witz und Pointen dem Tempo“ opfere.
Die Zeitschrift TV Spielfilm schrieb, Regisseur Herbert Ross „nutzte für seine Komödie das Muster der „Dünne Mann“-Filmreihe aus den 30er Jahren. Dort lieferten sich William Powell und Myrna Loy als Ehe- und Detektiv-Pärchen geistreiche und witzige Wortgefechte. Dazu bleibt den Darstellern hier kaum eine Chance: Die Story ist zu dünn und der Witz eher Tiefpaterre. Trotzdem lustig: Stanley Tucci als Gaunertrottel.“ Das Fazit der Seite: „Was nützt die Coolness, wenn der Gag gefriert?“
Die Zeitschrift prisma schrieb, dass der Film „eine peppige Action-Komödie hätte werden können“, er entpuppe sich jedoch „als völlig überzogener Nonsens der untersten Kategorie“ mit „üblem Drehbuch“ und „nur chargierenden“ Schauspielern, bei dem der Regisseur „lediglich handwerkliche Routine“ zeige.
Die Deutsche Film- und Medienbewertung FBW in Wiesbaden verlieh dem Film das Prädikat „besonders wertvoll“.

## Hintergründe
Der Film wurde in New Orleans gedreht. Er spielte in den Kinos der USA ca. 12,4 Millionen US-Dollar ein.